# Đường Baldwin, Dunedin

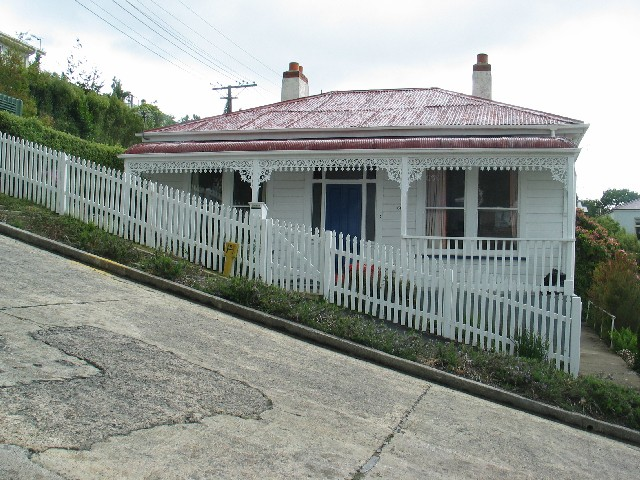
Một ngôi nhà trên đường Baldwin.

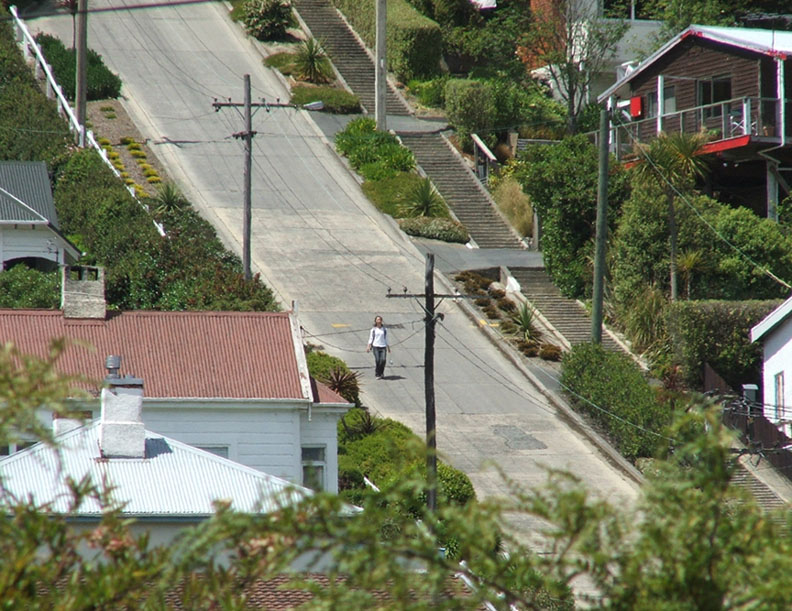
Một du khách đang đi xuôi xuống đường.

Đường Baldwin, nằm trong vùng ngoại ô yên tĩnh của thành phố Dunedin ở phía nam New Zealand, từng được xem  là con đường dốc nhất trên thế giới (cho đến năm 2019). Nó nằm ở vùng ngoại ô của Thung lũng Đông Bắc, cách trung tâm thành phố Dunedin 3,5 kilômét về phía đông bắc. Con đường  được đặt theo tên của William Baldwin, một Ủy viên Hội đồng tỉnh Otago và người sáng lập báo, người đã chia nhỏ khu vực.
Là một con đường thẳng, chỉ có chiều dài khoảng 350 mét, đường Baldwin chạy theo hướng đông từ thung lũng của Ngọn Lindsay lên đến sườn đồi Signal. Đoạn thấp của con đường chỉ có độ dốc trung bình, và bề mặt rải nhựa đường, nhưng đoạn phía trên của ngõ cụt này dốc hơn nhiều, và bề mặt được lát bê tông, để dễ bảo trì (lớp niêm nhựa đường có thể chảy xuống dốc vào những ngày ấm) và để an toàn trong mùa đông giá lạnh của Dunedin. Tại điểm dốc nhất, độ dốc của đường là khoảng 1:2,86 (19° hay 35%) - có nghĩa là, cứ mỗi 2,86 mét theo phương ngang, độ cao tăng thêm 1 mét.
Vào ngày 16 tháng 7 năm 2019, Phố Baldwin đã mất danh hiệu Đường dốc nhất của thế giới cho Ffordd Pen Llech, ở xứ Wales, với Phố Baldwin ở độ dốc 35% và Ffordd Pen Llech ở độ dốc 37,45%.

## Tranh cãi về lời tuyên bố
Lời tuyên bố khiến cho con đường này nổi tiếng đã gây ra một số tranh cãi sau khi người ta khám phá ra rằng trong cuốn sách Kỷ lục Guinness, mục nguyên thủy của nó dựa trên một sai sót về đánh máy, trong đó ghi rằng độ dốc cao nhất là 1:1,266 (38° hoặc 79%). Nếu thực sự như vậy, người ta không thể đi bộ lên dốc được, và có vẻ nó ghi nhầm của 1:2,66, và con số này chỉ dốc hơn một chút so với con số đang được chấp nhận hiện nay 1:2,86. Cũng có thể, lỗi này sinh ra do sự nhầm lẫn giữa mức đo bằng độ và mức đo bằng phần trăm, tức là, nhầm lẫn giữa 38% và 38°.
Tuy nhiên, sách Guinness đã chính thức công nhận Đường Baldwin là con đường dốc nhất thế giới với độ nghiêng 35%. Đại lộ Canton, ở Pittsburgh kế Beechview, có thể dốc hơn; số đo chính thức của nó là dốc 37%.
Những con đường dốc đáng chú ý khác gồm có Đường Eldred ở quận Công viên Highland của Los Angeles, California, một trong ba con đường ở Los Angeles nằm trong khoảng 32% đến 33.3%, và Filbert và Đường 22 ở San Francisco, cả hai đều tuyên bố độ dốc lớn nhất là 31,5% (xấp xỉ 17°). Và Đại lộ Canton (Canton Avenue), ở Pittsburgh,được công nhận là con đường công cộng có độ dốc nhất (37%) được ghi nhận chính thức  ở Hoa Kỳ.

## Nguồn gốc của con đường

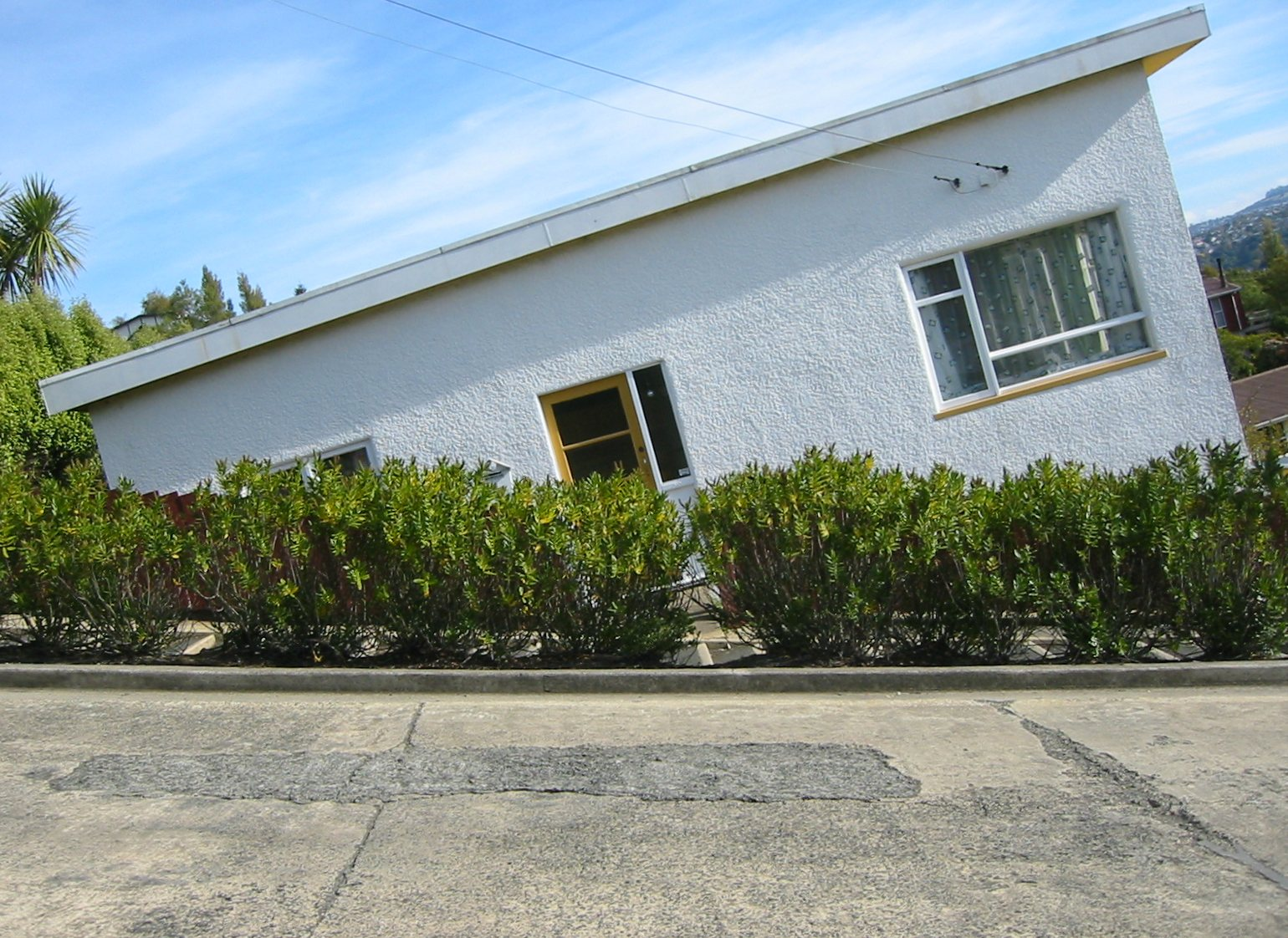
Đường Baldwin, so với mặt đường bình thường.

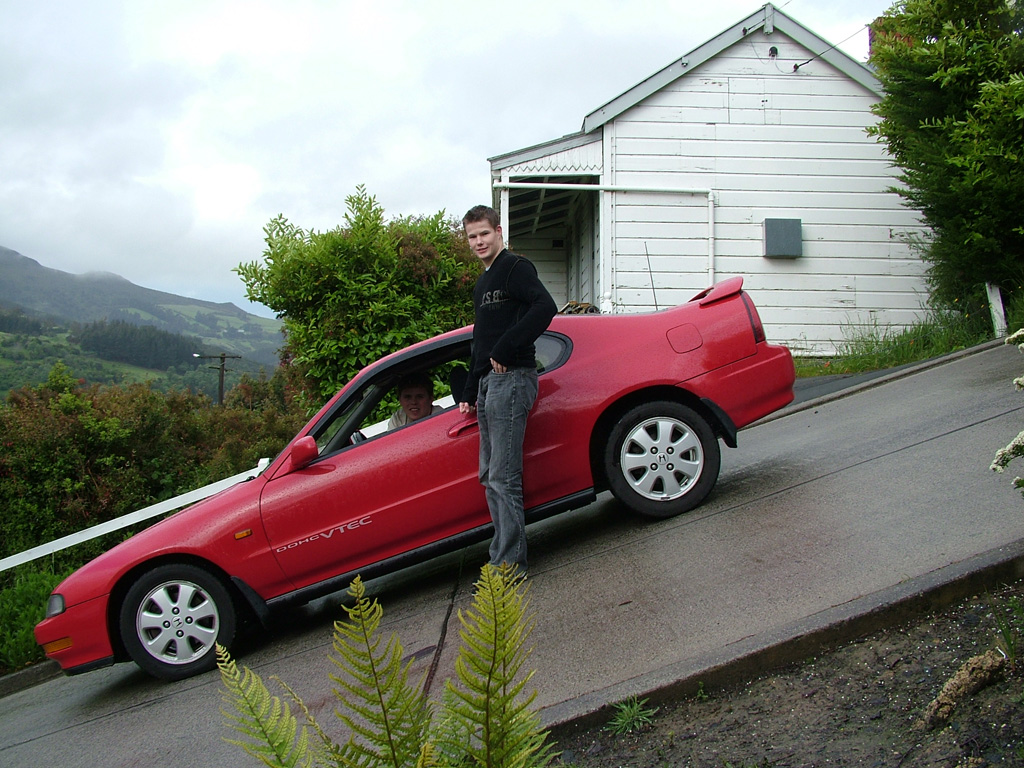
Xe đậu tại Đường Baldwin.

## Hình ảnh

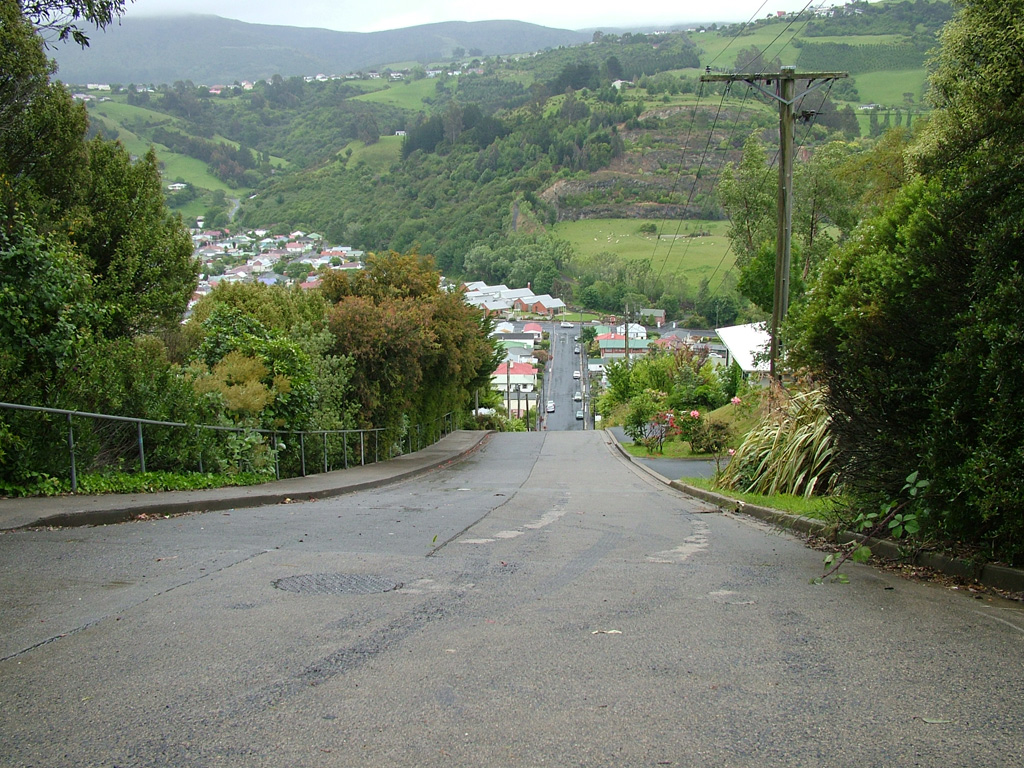
Nhìn xuống phía dưới đường.